# Synchiropus atrilabiatus
Synchiropus atrilabiatus es una especie de peces de la familia Callionymidae en el orden de los Perciformes.

## Reproducción
Es ovíparo.

## Alimentación
Come pequeños invertebrados bentónicos.

## Hábitat
Es un pez  de mar y de clima tropical y demersal que vive entre 12-232 m de profundidad.

## Distribución geográfica
Se encuentra en Costa Rica, las Islas Galápagos, Panamá y el Perú.

## Observaciones
Es inofensivo para los humanos